# Ejn Ajala
Ejn Ajala (hebrejsky עֵין אַיָּלָה, doslova „Jelení pramen“ v oficiálním přepisu do angličtiny En Ayyala, přepisováno též Ein Ayala) je vesnice typu mošav v Izraeli, v Haifském distriktu, v Oblastní radě Chof ha-Karmel.

## Geografie
Leží v nadmořské výšce 18 metrů v hustě osídlené a zemědělsky intenzivně využívané pobřežní nížině, nedaleko úpatí pohoří Karmel, ze kterého sem přitéká vádí Nachal Šimri.
Obec se nachází 2 kilometry od břehu Středozemního moře, cca 63 kilometrů severoseverovýchodně od centra Tel Avivu, cca 20 kilometrů jihojihozápadně od centra Haify a 20 kilometrů severně od města Chadera. Ejn Ajala obývají Židé, přičemž osídlení v tomto regionu je převážně židovské. Ovšem 4 kilometry jihovýchodně odtud stojí město Furejdis osídlené izraelskými Araby.
Ejn Ajala je na dopravní síť napojen pomocí dvou paralelních severojižních tahů: novější dálnice číslo 2 a starší dálnice číslo 4.

## Dějiny
Ejn Ajala byl založen v roce 1949. Jeho zakladateli byla skupina židovských imigrantů z Československa. Místní ekonomika je založena na zemědělství.
Jméno obce je hebrejskou variantou názvu arabské vesnice Ajn Ghazal, která do roku 1948 stála poblíž nynějšího mošavu a byla toho roku během Operace Šoter za války za nezávislost vysídlena. Ajn Ghazal, stejně jako další sídla podél pobřežní komunikace spojující Tel Aviv a Haifu, se stal v měsících před vypuknutím války, kdy v Palestině propukla občanská válka mezi Židy a Araby, dějištěm častých střetů. 27. ledna 1948 byl v Ajn Ghazal napaden Araby britský konvoj. Zemřel jeden britský voják a jeden Žid.

## Demografie
Podle údajů z roku 2014 tvořili naprostou většinu obyvatel v Ejn Ajala Židé (včetně statistické kategorie "ostatní", která zahrnuje nearabské obyvatele židovského původu ale bez formální příslušnosti k židovskému náboženství).
Jde o menší sídlo vesnického typu s dlouhodobě výrazně rostoucí populací. K 31. prosinci 2014 zde žilo 1136 lidí. Během roku 2014 registrovaná populace klesla o 0,3 %.
| Rok            | 1961 | 1972 | 1983 | 1995 | 2001 | 2003 | 2004 | 2005 | 2006 | 2007 | 2008 | 2009 | 2010 | 2011 | 2012 | 2013 | 2014 |
| -------------- | ---- | ---- | ---- | ---- | ---- | ---- | ---- | ---- | ---- | ---- | ---- | ---- | ---- | ---- | ---- | ---- | ---- |
| Počet obyvatel | 360  | 264  | 278  | 382  | 488  | 652  | 703  | 768  | 789  | 858  | 929  | 1009 | 1038 | 1083 | 1103 | 1139 | 1136 |